# The Persistence
 The Persistence  ist ein vom englischen Entwicklerstudio Firesprite entwickeltes Computerspiel aus dem Genre Survival Horror.

## Handlung
Nach einem mysteriösen Zwischenfall mit dunkler Materie landet das Äon-Klasse-Kolonisationsschiff Persistence manövrierunfähig am Rande eines schwarzen Lochs und wird Stück für Stück hineingezogen. Die Crew ist entweder bei dem Unfall gestorben oder durch die eindringende Strahlung zu blutrünstigen Monstrositäten mutiert. Der Spieler schlüpft zu Spielbeginn in die Rolle der Sicherheitsbeauftragten Zimri Eder. Diese ist eigentlich ebenfalls ums Leben gekommen, wird aber von der Künstlichen Intelligenz des Schiffs als eigener Klon zum Leben erweckt. Aufgabe des Spielers ist es nun, das Raumschiff zu erforschen, das Rätsel der Mutationen zu ergründen und nach der Reaktivierung des Antriebs und der Lebenserhaltungssysteme den Sprung zurück zur Erde vorzunehmen.

## Spielprinzip
Zu Beginn des Spiels verfügt die Spielfigur weder über Waffen noch über besondere Fähigkeiten. Der Kampf gegen die unterschiedlichen Gegnertypen erfolgt in Form von Stealth, bei dem die Mutationen entweder umgangen oder hinterrücks angegriffen werden. Im Verlauf der Erkundung des Raumschiffs gelangt der Spieler an unterschiedliche Waffen und Ausrüstungsgegenstände, wie beispielsweise eine Harpunenpistole, eine Gravitationsbombe, einen Schild oder das Efeuserum, mit dem sich Gegner zu Verbündeten zähmen lassen. Durch die Entnahme von Erbgut der Gegner werden die Fähigkeiten der Spielfigur dauerhaft verbessert und diese erhält zum Beispiel höhere Gesundheitswerte oder kann sich geräuschärmer bewegen.
Das Gameplay beinhaltet Elemente des Survival Horror und des sogenannten Rogue-like. Konkret bedeutet das für den Spieler, dass er nach einem Bildschirmtod keine Möglichkeit hat, bestimmte Ladepunkte anzuwählen. Alle Level sind prozedural generiert, gleichen sich also bei keinem Spieldurchgang. Wenn die Spielfigur der Zimri Eder stirbt, dann muss man in einer neuen Inkarnation des Charakters von vorne beginnen und verliert alle eingesammelten Waffen und Ausrüstungsgegenstände. Die bis zu diesem Punkt erspielten Fähigkeiten und Charakteraufwertungen der Spielfigur bleiben aber erhalten. Neben der Einzelspieler-Kampagne besteht die Möglichkeit kooperativ mit einem weiteren Mitspieler das Raumschiff zu erkunden. Dieser kann dann mittels einer Smartphone-App in das Spiel einsteigen.

## Gegnertypen
| Name      | Merkmale                                                                            | Waffen           | Schwäche                                                                            |
| --------- | ----------------------------------------------------------------------------------- | ---------------- | ----------------------------------------------------------------------------------- |
| Lauscher  | Blind, reagiert aber extrem empfindlich auf Geräusche und Bewegungen.               | Sentinel-Pistole | Wenn der Spieler regungslos bleibt, greift der Lauscher nicht an.                   |
| Bluthund  | Hat der Bluthund den Spieler einmal entdeckt, lässt er sich nicht mehr abschütteln. | Energiewaffen    | Der Bluthund ist langsam und schwach gegen Überraschungsangriffe                    |
| Feuerball | Der Feuerball rennt auf den Spieler zu und explodiert in seiner Nähe.               | Flammen          | Der Spieler kann sich bei schneller Reaktion mit einem Schild vor Schaden schützen. |

## Rezeption
Die Kritiken zur Veröffentlichung des Spiels waren überwiegend positiv. Bei Metacritic erlangt The Persistence eine Bewertung von 78/100 Punkten, basierend auf 28 Kritiken der internationalen Fachpresse. In den Bewertungen werden dabei besonders die dichte und beängstigende Atmosphäre, die reibungslose Steuerung, die komplexe Spielmechanik sowie die schlau implementierten VR-Funktionen hervorgehoben. Die Spielzeit wird mit etwa acht bis zehn Stunden angegeben, durch die immer wieder zufällige Anordnung der Räume bleibe das Spiel aber nach dem Abschluss des Hauptspiels weiterhin interessant und motiviert zu mehreren Durchgängen.

„Fazit: »The Persistence ist ziemlich genau das, was die PSVR gebraucht hat. Ein fantastisch atmosphärisches Abenteuer voller Gefahren, die euch wirklich Angst machen..«“

„Fazit: »Das Spiel sorgt einerseits mit magenschonender VR-Technik und (für PSVR-Verhältnisse) starker Grafik für das Gefühl, mich wirklich durch diese Welt zu bewegen, bietet mir aber gleichzeitig eine komplexe Spielmechanik..«“